# سرخ قلعة كردها
سرخ قلعة كردها (بالفارسية: سرخ‌قلعه کردها) هي قرية تقع في قسم ميلانلو الريفي (مقاطعة إسفراين) في إيران. يقدر عدد سكانها بـ 106 نسمة .